# Абрикосова, Татьяна Сергеевна
Татьяна Сергеевна Абрикосова (род. 28 мая 1989, Санкт-Петербург, СССР) — российская профессиональная баскетболистка, играла на позиции атакующего защитника. Последним клубом была «Вологда-Чеваката». Мастер спорта России международного класса.

## Биография

### Статистика выступлений за клубы Премьер-лиги (средний показатель)
| Клуб                       | Сезон   | Чемпионат | Чемпионат | Чемпионат | Чемпионат | Кубок России* | Кубок России* | Кубок России* | Кубок России* | Еврокубки | Еврокубки | Еврокубки | Еврокубки |
| Клуб                       | Сезон   | Игр       | Очк       | Подб      | Перед     | Игр           | Очк           | Подб          | Перед         | Игр       | Очк       | Подб      | Перед     |
| -------------------------- | ------- | --------- | --------- | --------- | --------- | ------------- | ------------- | ------------- | ------------- | --------- | --------- | --------- | --------- |
| Спартак Ногинск            | 2011-12 | 25        | 8,5       | 3,3       | 2,8       | 5             | 7,0           | 2,0           | 2,2           | 4         | 5,5       | 1,0       | 2,0       |
| Динамо Москва              | 2012-13 | 21        | 2,8       | 1,3       | 0,6       | 3             | 3,7           | 2             | 1,7           | 10        | 3,3       | 0,8       | 0,6       |
| Динамо Москва              | 2013-14 | 25        | 3,0       | 1,8       | 1,0       | 3             | 1,3           | 1,3           | 0             | 14        | 4,2       | 1,4       | 0,5       |
| Динамо Москва              | 2014-15 | 12        | 7,0       | 2,3       | 2,9       |               |               |               |               | 2         | 11,5      | 2,0       | 2,5       |
| Вологда-Чеваката (Вологда) | 2015-16 |           |           |           |           |               |               |               |               |           |           |           |           |

## Достижения

### Сборная
- Чемпионка Европы среди молодёжи: 2008
- Серебряный призёр Универсиады: 2013
- Бронзовый призёр Европы среди юниоров: 2007

### Клуб
- Обладатель Кубка Европы: 2013, 2014
- Бронзовый призёр Кубка России: 2012/2013